# 大葉玉山茀蕨
大葉玉山茀蕨（学名：Phymatopteris echinospora）为水龍骨科茀蕨屬下的一个种。

## 扩展阅读
- 維基物種上的相關：大葉玉山茀蕨